# Ditaxis macrobotrys
Ditaxis macrobotrys är en törelväxtart som beskrevs av Ferdinand Albin Pax och Käthe Hoffmann. Ditaxis macrobotrys ingår i släktet Ditaxis och familjen törelväxter. Inga underarter finns listade i Catalogue of Life.